# Furness Phantoms
I Furness Phantoms sono stati una squadra di football americano di Barrow-in-Furness e Ulverston, in Gran Bretagna. Fondati nel 1988, nel 1990 si sono fusi con i Carlisle Kestrels per formare i Cumbrian Cougars; hanno riaperto nel 2011 come Walney Terriers, per riprendere il nome Furness Phantoms nel 2017 e fondersi con i Morecambe Bay Storm nel 2021.

## Dettaglio stagioni

### Tornei nazionali

#### Campionato

##### BGFL Premiership
| Stagione | regular season | regular season | regular season | regular season | regular season | regular season | playoff | playoff | playoff | playoff | playoff | playoff   | playoff    |
|          | Vin            | Par            | Per            | Tot            | PF             | PS             | Vin     | Per     | Tot     | PF      | PS      | risultato | avversaria |
| -------- | -------------- | -------------- | -------------- | -------------- | -------------- | -------------- | ------- | ------- | ------- | ------- | ------- | --------- | ---------- |
| 1988     | 2              | 0              | 8              | 10             | 154            | 334            | -       | -       | -       | -       | -       | -         | -          |
| Totale   | 2              | 0              | 8              | 10             | 154            | 334            | -       | -       | -       | -       | -       |           |            |

Fonti: Enciclopedia del Football - A cura di Massimo Mezzetti

##### Budweiser League Premier Division/BAFA NL National Division
| Stagione | regular season | regular season | regular season | regular season | regular season | regular season | playoff | playoff | playoff | playoff | playoff | playoff   | playoff    |
|          | Vin            | Par            | Per            | Tot            | PF             | PS             | Vin     | Per     | Tot     | PF      | PS      | risultato | avversaria |
| -------- | -------------- | -------------- | -------------- | -------------- | -------------- | -------------- | ------- | ------- | ------- | ------- | ------- | --------- | ---------- |
| 2014     | 0              | 0              | 10             | 10             | 86             | 470            | -       | -       | -       | -       | -       | -         | -          |
| Totale   | 0              | 0              | 10             | 10             | 86             | 470            | -       | -       | -       | -       | -       |           |            |

Fonti: Enciclopedia del Football - A cura di Massimo Mezzetti

##### BAFA NL Division Two
| Stagione | regular season | regular season | regular season | regular season | regular season | regular season | playoff | playoff | playoff | playoff | playoff | playoff   | playoff    |
|          | Vin            | Par            | Per            | Tot            | PF             | PS             | Vin     | Per     | Tot     | PF      | PS      | risultato | avversaria |
| -------- | -------------- | -------------- | -------------- | -------------- | -------------- | -------------- | ------- | ------- | ------- | ------- | ------- | --------- | ---------- |
| 2015     | 0              | 0              | 10             | 10             | 58             | 350            | -       | -       | -       | -       | -       | -         | -          |
| 2016     | 1              | 0              | 9              | 10             | 65             | 353            | -       | -       | -       | -       | -       | -         | -          |
| 2017     | 4              | 0              | 5              | 9              | 181            | 187            | -       | -       | -       | -       | -       | -         | -          |
| 2018     | 4              | 0              | 4              | 8              | 234            | 203            | -       | -       | -       | -       | -       | -         | -          |
| Totale   | 9              | 0              | 28             | 37             | 538            | 1093           | -       | -       | -       | -       | -       |           |            |

Fonti: Enciclopedia del Football - A cura di Massimo Mezzetti